# Acholeplasma
Acholeplasma è un genere di batterio appartenente alla famiglia delle Acholeplasmataceae.